# Cantón de Messei
El cantón de Messei era una división administrativa francesa, que estaba situada en el departamento de Orne y la región de Baja Normandía.

## Composición
El cantón estaba formado por diez comunas:
- Banvou
- Bellou-en-Houlme
- Dompierre
- Échalou
- La Coulonche
- La Ferrière-aux-Étangs
- Le Châtellier
- Messei
- Saint-André-de-Messei
- Saires-la-Verrerie

## Supresión del cantón de Messei
En aplicación del Decreto nº 2014-247 de 25 de febrero de 2014, el cantón de Messei fue suprimido el 22 de marzo de 2015 y sus 10 comunas pasaron a formar parte; nueve del nuevo cantón de La Ferté-Macé y una del nuevo cantón de Flers-1.